# Leopoldsberg
Leopoldsberg är en kulle i Österrike.   Den ligger i  förbundslandet Wien, i den östra delen av landet, 8 km norr om huvudstaden Wien. Toppen på Leopoldsberg är 425 meter över havet, eller 18 meter över den omgivande terrängen. Bredden vid basen är 0,26 km.
Terrängen runt Leopoldsberg är platt österut, men västerut är den kuperad. Runt Leopoldsberg är det mycket tätbefolkat, med 3 623 invånare per kvadratkilometer.. Närmaste större samhälle är Wien, 8,0 km söder om Leopoldsberg. 
Runt Leopoldsberg är det i huvudsak tätbebyggt.